# Beverly Switzler
Beverly Switzler es un personaje ficticio que aparece en los cómics estadounidenses publicados por Marvel Comics. Ella es principalmente una compañera y, a veces, novia de Howard el pato.
Beverly Switzler fue interpretada por Lea Thompson en la película de 1986 Howard the Duck.

## Historial de publicaciones
Switzler apareció por primera vez en Howard the Duck #1 (enero de 1976), antes de aparecer junto a Howard en la mayoría de sus apariciones. No hizo muchas apariciones en cómics durante la década de 1980.

## Biografía ficticia
Switzler originalmente trabajó como modelo desnuda, hasta que fue contratada y posteriormente secuestrada por el villano Pro-Rata, y luego fue rescatada por Howard el pato, lo que la llevó a permitirle vivir con ella. La pareja pronto se embarcó en un viaje por carretera a la ciudad de Nueva York, donde una serie de eventos llevaron a Howard a sufrir un colapso mental y huir de Beverly en un autobús. Sin embargo, más tarde es encarcelado en un manicomio, lo que hace que Beverly y su amigo artista Paul Same lo rescaten y lo devuelvan a Cleveland. Más tarde, Howard y Beverly se embarcaron en un crucero, donde se encontraron con el excompañero de clase de Beverly en la universidad, Lester Verde, ahora el supervillano Doctor Bong, quien revela que ha estado enamorado de ella desde la universidad y dice que debe casarse con él, de lo contrario, mataría a Howard. Ella estuvo de acuerdo y los casó un capitán de barco que pasaba. A Beverly no le gustaba estar casada con él, ya que él no estaba interesado en ella y, en cambio, solo estaba interesado en el poema de Edgar Allan Poe, "Las campanas". Durante su matrimonio forzado, usó los recursos disponibles en el castillo de Bong para crear cinco clones infantiles de Bong, llamados Bong Quintillizos, y amenazó con revelar que él era un padre negligente a menos que la liberara, lo cual hizo.
Más tarde, los dos pasan el Día de Acción de Gracias en la Academia de Massachusetts de Charles Xavier, donde se encuentran con los mutantes Artie Maddicks, Leech y Franklin Richards. Los niños los invitan a su casa del árbol, donde se esconde la alienígena Tana Nile. Ellos se unen al Hombre Cosa, que los ayuda a huir del asesino Black Tom Cassidy. Como resultado, todo el grupo atraviesa muchas aventuras juntos.
Beverly, que en ese momento trabajaba como empleada de una tienda de videos en Cleveland, le consigue a Howard un trabajo como Santa de una tienda por departamentos.

### Sin trabajo
Más tarde, Howard y Beverly se encuentran desempleados y viviendo en una choza en medio de un basurero. Beverly decide buscar trabajo y es contratada por una empresa llamada Globally Branded Content para ser supervisora de un cantante de una banda de chicos. Sin embargo, se sorprende al saber que su salario será inusualmente alto de $125,000 al año. Finalmente se entera de que esto se debe a que el director de la compañía es el Doctor Bong, quien revela que todavía siente algo por ella. Howard también se entera de que Bong es el jefe de la empresa e intenta rescatar a Beverly, pero Bong lo arroja a una tina de productos químicos con la intención de matarlo. Sin embargo, Howard sobrevive, pero su ADN se altera y se transforma en una serie de animales. Howard y Beverly luego se van a casa, solo para que Bong los llame repetidamente y le pida a Beverly que continúe su relación romántica con él. Al enterarse de que Beverly no siente nada por él más que odio, intenta que la maten informando al ejército estadounidense que Howard es un terrorista de Al Quida llamado Osama el-Braka, y que Beverly es su cómplice. Luego, los militares destruyen su casa e iban a matar a Howard y Beverly, pero dado que Howard era un ratón y no un pato en ese momento, deciden que deben haberse ido a la dirección equivocada. Al ver que ahora no tienen hogar, Howard, Beverly y su mascota pit bull terrier intentan buscar un hotel para quedarse, pero la mayoría los rechaza porque no tienen identificación, ni dirección, y porque los hoteles no permiten perros o roedores. Luego fueron arrestados por agentes de policía y la excompañera de clase de Beverly, Suzi Pazuzu, por alterar el orden público. Al interrogarlos, cree en cualquiera de sus relatos, aunque ambos logran escapar de la custodia policial. Mientras tanto, el Doctor Bong contrata a un asesino para matar a Howard y Beverly, pero el asesino solo acepta si Bong le trae un brazalete que contiene el poder del idiota, que otorgará superpoderes a la mujer que lo use. Aunque el asesino es un hombre, afirma que está recibiendo un tratamiento hormonal para poder convertirse en mujer y empuñar el idiota. Bong se entera de que el idiota está en posesión del detective Pazuzu, por lo que él y el hijo del asesino viajan allí para matarla y robar el idiota, aunque Beverly y Howard también se enteran y viajan a su casa para protegerla. Luego, se asegura una confrontación que termina con el brazalete aterrizando en la muñeca de Howard, lo que hace que se transforme en una mujer y posea los poderes del idiota. Luego mata al hijo del asesino y se estaba preparando para matar a Bong cuando Beverly interviene y le dice a Howard que se detenga, pero le dice a Bong que si alguna vez vuelve a interferir con su vida, ella lo matará. Bong acepta que los dos ya no tienen sentimientos el uno por el otro y se va. Beverly y el Doctor Bong no se han vuelto a encontrar desde entonces. Howard y Beverly luego dejan a Pazuzu con el cuerpo del hijo del asesino en su casa, para que pueda ser incriminada por matarlo, para vengarse de ella por arrestarlos.

### Pensión
Una vez más sin hogar, Beverly descubre un volante que anuncia un refugio llamado Boarding House of Mystery que aceptará pitbulls. Van al refugio y se sorprenden cuando su dueño, Cain, les dice que no tienen que pagar y que el destino les había hecho encontrar el volante. Mientras permanecen en el refugio, se encuentran con un periodista que les ofrece ser sus dos nuevos asistentes e intenta que sean estrellas invitadas en la serie de televisión Iprah (una parodia de Oprah). Sin embargo, esto termina con un demonio que ataca el estudio e intenta matar a Howard y Beverly, antes de que Howard logre matarlo con un cigarro mágico.

### Civil War
Durante el evento de Civil War, Howard y Beverly intentan registrarse bajo la Ley de Registro de Superhumanos, con Howard haciéndose pasar por un superhéroe y Beverly como su compañera, porque Beverly afirma que podrían usar el dinero pagado a los héroes registrados. Sin embargo, no pueden registrarse debido a la naturaleza disruptiva de Howard; S.H.I.E.L.D. creó una política que no existe legalmente, ya que ahorra "tiempo y dinero". Después de Civil War, Beverly ayudó a Howard a detener el plan del villano M.O.D.O.T. para controlar al público a través de los medios de comunicación.
Beverly apareció en un cameo de un panel en The New Avengers # 7 (fecha de portada de febrero de 2011). Fue una de las muchas solicitantes de niñera para la hija de Luke Cage y Jessica Jones, Danielle.

### Howard el pato(vol. 6)
Beverly volvería a dejar a Howard porque temía por su vida. Se mudó a Maine donde comenzó a estudiar para ser veterinaria. De repente, Howard apareció en la puerta de su casa y los dos tuvieron un reencuentro agridulce. Ella reveló que estaba dispuesta a volver con él tan pronto como terminara sus estudios. Gracias a los Sparkitects, Howard hizo que alteraran ligeramente la realidad a favor de Beverly para que cuando se graduara pudiera abrir con éxito su propia clínica veterinaria, Scales & Tales.

## Poderes y habilidades
Switzler inicialmente no poseía habilidades sobrehumanas, aunque Howard sí dice en broma que puede convertir a los hombres en patos para evitar que la gente coquetee con ella, y que otro de sus poderes es que puede hacer que sus senos se muevan en direcciones opuestas, aunque debe estar borracha para hacer esto.
En Howard el Pato vol. 6 # 8, se revela que Switzler ganó la capacidad de volar después de haber sido cubierto con un residuo rosado desconocido de una aventura anterior. Se desconoce hasta qué punto puede volar o qué otros poderes posee, ya que se abstiene de usarlos para vivir una vida normal.

## En otros medios
- Switzler aparece en la adaptación cinematográfica mal recibida de 1986 Howard the Duck, interpretada por Lea Thompson, aunque esta versión difiere de la encarnación cómica del personaje en que ella es una cantante. Si bien la película se considera una de las peores películas de gran presupuesto de todos los tiempos, la actuación de Thompson fue uno de los pocos aspectos de la película que recibió elogios.[16] Steve Gerber estaba decepcionado con la película en general, pero dijo que a Thompson "le fue razonablemente bien con el papel tal como estaba escrito".[17] La banda ficticia de Switzler en la película, Cherry Bomb, lanzó varias canciones en la banda sonora de la película producida por Thomas Dolby con el tema principal de la película y otro material. Thompson, como Beverly, cantó la voz principal en el lanzamiento.
- Un personaje identificado como la Sra. Switzler se puede escuchar en What If...?, episodio "What If... Howard the Duck Got Hitched?". Ella es la vecina del piso de arriba de Howard y Darcy Lewis, quienes están casados en esta línea temporal.